# Церковь Казанской иконы Божией Матери (Серпухов)
 Храм Казанской иконы Божией Матери — приходской православный храм в Серпухове Московской области. Входит в состав Серпуховского благочиния Подольской епархии Русской православной церкви.

## История
Изначально на месте Казанской церкви стояла деревянная церковь во имя великомученицы Параскевы Пятницы (1552 г.).
На месте обветшавшего храма начали строительство новой каменной церкви. Имеется документ от 15 июля 1737 года, утверждающий, что основателями храма были кузнец Герасим Савостьянов и его товарищи.
Строительство закончилось к 1744 году, и 11 марта храм был освящен во имя Казанской иконы Божией Матери. Летний храм состоял из четверика, гранёного алтаря, трапезной и колокольни. В 1792 г. с южной стороны храма был пристроен теплый придел святых мучениц Параскевы и Агриппины.
В 1937 году Казанский храм закрыли, настоятель отец Николай Соколов был арестован. Рядом с церковью находилась транспортная артель, ставшая впоследствии транспортным сооружением на месте создания мебельной фабрики в середине XX века. Храм оказался на территории предприятия и долгое время был заброшен, пока в 50-х годах XX века не подвергся реконструкции. Со временем его облик был изменён до неузнаваемости. Храм перестроили в трехэтажное здание: были разрушены купола, сняты кресты, разрушена колокольня, кирпич скрылся под толстым слоем штукатурки, помещение расширено. В нём размещались как производственные цеха мебельной фабрики, так и офисы фабричного офиса. В алтаре первого этажа стояли машины, расположилась кузница.
В 1999 году при Казанской церкви была зарегистрирована православная община. Первые иконы были принесены прихожанами. В 2008 году настоятелем храма стал отец Валерий Гололобов. 21 июля 2008 года, в день памяти Казанской иконы Пресвятой Богородицы, в храме была совершена первая Божественная литургия. Изначально службы Казанской церкви совершались на третьем этаже, в атмосфере опустошения.
Уже в самом начале возрождения храма при его осмотре на чердаке была обнаружена хорошо сохранившаяся писанная маслом икона XIX века с изображениями Святой Троицы и ангелов.
В настоящее время все службы совершаются в отреставрированной часовне святых великомученицы Параскевы Пятницы и мученицы Агриппины. В 2010 году к Казанской церкви впервые прибыл крестный ход с иконой Богородицы «Взыскание погибших». Впервые после десятилетий запустения и осквернения в Казанском храме была обнаружена столь почитаемая в Серпухове икона Пресвятой Богородицы.

## Архитектура
Казанская церковь — ценный образец русской религиозной архитектуры времен правления Анны Иоанновны, когда каменные церкви строились редко.
Если сравнивать с фотографиями начала XX века, прямоугольный четырёхугольник, увенчанный пятью большими куполами, миниатюрная колокольня и приземистые объёмы алтаря и придела, создавали настрой сдержанной силы и ясности. Скудный кирпичный декор в виде зубчатого карниза и оконных рам-полуколонн придавал зданию изящный вид. В храме была создана неповторимая акустика. Кованые кресты на главах и решётки на окнах отличались сложной формой. Главный иконостас был отреставрирован в 1848 году, а боковой — в 1886 году.

## Престольные праздники
Казанской иконы Божией Матери — 21 июля, 4 ноября.
Св. великомученицы Параскевы Пятницы — 10 ноября.
Св. мученицы Агриппины — 6 июля.

## Духовенство
- Настоятель храма — священник Валерий Гололобов[1]